# 나카도리촌 (니가타현 가리와군)
나카도리촌(中通村)은 니가타현 가리와군에 있던 촌이다. 현재의 가시와자키시, 가리와촌에 해당한다.

## 역사
- 1889년 4월 1일 - 정촌제 시행에 의해 요시이촌, 소치촌, 아부라덴촌, 도조촌이 성립하였다.
- 1901년 11월 1일 - 요시이촌, 소치촌, 아부라덴촌, 도조촌이 합병해 나카도리촌이 성립하였다.
- 1956년 9월 30일 - - 아카다마치카타카타, 아카다키타카타, 유덴, 쿠로카와 이즈카의 일부는 가리와촌에, 요시이의 일부는 호조촌에, 나머지는 가바시자키시에 각각 편입되었다. 이즈카 중 가리와촌에 편입된 구역은 '가레키', 요시이 중 호조촌에 편입된 구역은 '요시이쿠로가와'로 각각 명칭이 변경되었다.